# Временски господари
Временски господари (енгл. Time Lords) су измишљена древна врста ванземаљских бића у британској научнофантастичној телевизијској серији Доктор Ху, чији је главни протагониста серије Доктор. Временски господари су тако названи због њиховог владања технологијом путовања кроз време и њихове нелинеарне перцепције времена. Првобитно су описани као моћна и мудра врста са планете Галифреј, са које је Доктор био отпадник. Појединости изван овога биле су веома ограничене током прве деценије серије. Касније су постали саставни део многих епизода и прича како се развијала њихова улога у универзуму. Првих осам година након што је серијал настављен 2005. године, говорило се да су Временски господари уништени током Последњег Великог временског рата у неком тренутку у континуитету серије између телевизијског филма 1996. и оживљавања серије. Године 2013, специјал поводом 50. годишњице серије, „Дан Доктора”, бавио се питањем овог наводног уништења и њиховог коначног опстанка.
Они су развили културу старатељства и технологије везане за време засноване на овој перцепцији која укључује строго контролисане машине за путовање кроз простор и време (познате као „ТАРДИС”) и уређаје за праћење да путују кроз време и да спрече поткопавање или злоупотребу времена – иако су стварни поступци су описани као ретки у пракси због своје уобичајене политике строгог немешања и суздржаности. Они могу да обмањују временским токовима широког распона догађаја и појединаца, све док се не врате назад у свој временски ток. Током наредних епизода дотакнута је њихова историја, њихов развој обмане временом и њихова унутрашња политика, док је друштво Временских господара приказано као стагнирана олигархија везана за церемоније, а њихова прошлост се спустила у митове и легенде. Доктор је понекад постао савезник, именован за њиховог председника током своје четврте, пете и дванаесте инкарнације и помажући им у многим другим приликама.

## Стварање
У аудио коментару снимљеном за ДВД издање Ратне игре (1969) из 2009. продуцент Дерик Шервин је поменуо како је претходног дана у расправи са косценаристом серијала Теренсом Диксом, Дикс био „сасвим сигуран” да је Шервин створио Господаре времена за серијал, иако сам Шервин није могао тога да се сети. Касније у коментару, Дикс се присетио како му је Шервин у разговорима са Диксом и његовим колегом сценаристом Малколмом Хулком рекао да, пошто је Доктор увек био утврђен као да бежи од свог народа, да ако мора да апелује на њих, Доктор би био у невољи. У интервјуу из 2016. за часопис Есенција Доктора Хуа, Дикс је поменуо како је, када су Шервин и он једног дана разговарали о Ратним играма, Шервин рекао: „Он припада том тајанственом роду званом Господари времена, зар не?” при чему „све” на крају произилази из те расправе. У коментару ДВД-а Ратне игре, Шервин је поменуо да се сећа да је чуо за Господаре времена на почетку серијала, али како се нико други тога сећао, то је „можда изашло из [његових] снова“.
Разрађујући ову генезу у интервјуу за Часопис Доктор Ху 2014. године, Шервин је рекао за Ратне игре: „Био је то случај шта да радимо, како да ово окончамо? Хајде да се вратимо на почетак и кажемо да је [Доктор] био Господар времена, одметнути Господар времена, мука за друге Господаре времена који су му украли ТАРДИС и одлутали по универзуму, па ако ће бити позван да резервише, хајде да уведемо Господаре времена.”

## Преглед
На почетку серије, Доктор је препознат као људско биће, међутим, његова матична планета, за коју је од почетка серије јасно утврђено да није Земља, није именована. У Ратним играма (1969), појавили су се Докторови људи, који су од тада познати као раса под називом Господари времена, а у Нападу из свемира (1970), Докторов ранији опис себе као човека је ретроактивно поменут када је Трећи Доктор јасно рекао да није човек. У Временском ратнику (1973–1974), име Докторове матичне планете Галифреј је први пут откривено на екрану.
Господари времена сматрају се једном од најстаријих и технолошки најмоћнијих родова у универзуму Доктор Ху. У Временском ратнику, Господари времена су окарактерисани од стране сонтараначке војне обавештајне службе коју је цитирао командант Линкс као „род великог техничког достигнућа, али без морала да издржи одлучан напад” У „Вештица је позната (2. део)”(2015), Даврос помиње пророчанство о Докторовом свету које говори о хибриду састављеном од „два велика ратничка рода присиљена заједно да створе ратника већег од било које”, што је „полу-Далек, полу-Господар времена”, док у „Ђавољем решењу” (2015), Генерал, док описује пророчанство о хибриду, помиње Господаре времена као један од два ратничка рода заједно са Далецима. У „Пре поплаве” (2015), Краљ Фишер описује Господаре времена као „кукавице, сујетне кустосе, који су се изненада сетили да имају зубе и постали најратоборнији род у галаксији” У веома далекој прошлости, Господари времена водили су геноцидни рат против Великих вампира који је довео до тако катастрофалног губитка живота да су се Господари времена одрекли насиља. У Ратним играма, Други Доктор помиње да се „велике моћи” Господара времена готово никада не користе због њихове политике немешања у ствари других планета и да уместо тога посматрају и прикупљају знање. Због тога је одржавање суђења „веома редак” догађај за Господаре времена. Изузеци од ове политике се праве само у изузетним околностима када осећају да морају, као што је био случај када их је Доктор позвао у помоћ у серији.
На почетку телевизијске серије из 2005. сматрало се да је Галифреј уништен и да су Господари времена функционално изумрли као исход међусобно уништитељског Временског рата са родом Далека. Девети Доктор описује своју планету као „само камење и прашину” у „Крају света” (2005) и помиње у „Далеку” (2005) да су Господари времена „спалили” са Далецима на крају о „Последњем великом временском рату”, а Десети Доктор каже Господару у „Звуку бубњева” (2007) да су Господари времена „мртви” и „[све] [што] имају је један другог”. Доктор себе описује као последњег у својој врсти и каже да је његова планета горела у бројним другим приликама, као и други појединци, као што је Крилитанац господин Финч у „Школском сусрету” (2006).
У „Оцима” (2005), Девети Доктор примећује да би пре него што су Господари времена „сви отишли”, спречили или поправили парадоксе попут оног који је привукао Кољаче на Земљу из 1987. године.
У „Успону Киберљуди” (2006), Десети Доктор помиње: „Када су Господари времена све држали на оку, могли сте да скочите између стварности, кући на време на чај. Онда су умрли, и све то понели са собом. Зидови стварности су се затворили, светови су били запечаћени. У „Сатаниној јами” (2006), Десети Доктор наводи да су његови људи  „такорећи измислили црне рупе. Па, у ствари, јесу.” И Звер (у „Сатаниној јами”) и Доктор (у „Звуку бубњева” и „Докторовој супрузи”, 2011.) верују да је Доктор завршио рат тако што су побијени сви Господари времена и сви Далеци.
Дона Нобл у епизоди „Докторова ћерка” (2008) спекулише да је вештачки створена „ћерка” Десетог Доктора Џени преживели Господар времена, иако Доктор у почетку одбија ту тврдњу.
Два друга бића слична Господару времена појавила су се у „Крају путовања” (2008): Дона, накратко оснажена умом и знањем Господара времена, и полуљудски двојник Десетог Доктора. Донина сећања везана за Доктора, као и њено знање о Господару времена, закопани су да би јој се спасио живот, док двојник доживљава своје постојање у упоредном универзуму са Роуз Тајлер.
„Крај времена” (2009–10) приказује Високи савет господара времена на челу са Господаром председавајућим Расилоном који покушава да побегне од Временског рата материјализујући Галифреј на месту Земље на Божић. Међутим, Десети Доктор уништава направу која им омогућава пролаз у садашњост, враћајући их у догађаје Временског рата.
Током епизоде „Докторова супруга” открива се да је неколико Господара времена и њихових ТАРДИС-а заробљено и уништено од стране ентитета по имену Кућа који је живео у засебном универзуму мехурића.
У епизоди „Добар човек иде у рат” (2011), открива се да је ћерка Ејми Понд и Рорија Вилијамса, Мелоди Понд (која је касније добила транслитерисано име „Ривер Сонг”), рођена са генетском особином Господара времена. Стара Докторова познаница мадам Вастра подсећа Доктора да се род Господара времена развио због своје милијарде година изложености временском вртлогу. Доктор се затим присећа да су Рори и Ејми своју брачну ноћ провели у ТАРДИС-у. Стога Вастра теоретише да је Риверино сачеће одражавало настанак Господара времена и стога је она сама развила генетске карактеристике Господара времена.
У „Ноћи Доктора” (2013) приказано је да се Осми Доктор регенерише у Ратног да би се борио у Временском рату. Много година касније, као што је приказано током „Дану Доктора” (2013) и такође описано од стране Партизана у „Крају времена”, Ратни Доктор је првобитно планирао да користи оружје Господара времена познато као Тренутак да уништи Господаре времена и Далеке. Међутим, након што су му приказани Десети и Једанаести Доктор током „Дана Доктора”, он ради заједно са њима на промени претпостављеног исхода Временског рата: тринаест инкарнација Доктора се удружују да би се замрзнули Галифреј у времену и стављају га ван свог универзума (штитећи га и преостале Господаре времена), док се Далеци уништавају у сопственој унакрсној ватри када је Галифреј нестао. Ратни Доктор не задржава сећање на ове догађаје и Доктор проводи векове верујући да је спалио Галифреј до времена Једанаестог Доктора. Ово је зато што су временски токови несинхронизовани пошто се Ратни Доктор сусреће са својим будућим инкарнацијама и измењени догађаји су постали познати Доктору тек када су е догодили Једанаестом Доктору и постали део његовог сећања. Заиста, раније у епизоди, и Десети и Једанаести Доктор погрешно верују да је Ратни Доктор побио све Господаре времена последњег дана Временског рата. Пошто је обавештен да је план за спас Галифреја успео, Једанаести Доктор креће да пронађе Галифреј и врати Господаре времена.
У „Времену Доктора”, Доктор посећује планету Трензалор где открива питање које се емитује кроз све време и простор кроз пукотину у универзуму: „Који Доктор?” Доктор схвата да Господари времена покушавају да се врате у универзум и да ће се вратити ако изговори своје право име. Због „пола универзума” који окружује Трензалор, почиње опсада која траје вековима јер Доктор зна да ће, ако се Господари времена врате, Временски рат почети изнова. Док је Доктор на ивици смрти, Клара Освалд моли Господаре времена кроз пукотину да интервенишу и спасу Доктора. Кроз пукотину, Господари времена дају Доктору нови циклус регенерације, спашавајући му живот пре него што су поново запечатили пукотину.
У „Ђавољем решењу” (2015), откривено је да се Галифреј вратио у свемир у време свог краја. Пошто је побегао са свог бројчаника за признање у „Послатом са небеса” (2015), још увек бесан због смрти Кларе Освалд у „Суочењу са Гавраном” (2015), Доктор успева да свргне Расилона — који је ставио њега тамо за почетак на испитивање — и протера га у „Ђавољем решењу” пре него што је поново побегао.

## Физичке особине
Господари времена и људска бића изгледају слично, међутим разликују се у многим аспектима. Физиолошке разлике у односу на људе укључују два срца која нормално куцају 170 откуцаја у минуту и „респираторни премосни систем” који им омогућава да преживе дављење. Дванаести Доктор је успео да преживи непосредно излагање вакууму свемира у „Кисеонику”. Чини се да Господари времена такође имају повећану отпорност на више учесталости звука, као што се види у „Божићној најезди” и „Ортацима у злочину”. Ако су озбиљно повређени, Временски господари могу пасти у кому која им снижава телесну температуру испод нуле, што је Доктор урадио у Планети Далека. У серијалу Судбина Далека, Романа је успела да добровољно заустави оба срца да куцају, да превари Далеке да поверују да је мртва. Доктор такође показује већу трпељивост на хладноћу у поређењу са људима у Семену пропасти и „Планети Ода”, па чак и Романи у Операцији Рибос, а у „42”, Десети Доктор наводи да може да преживи на апсолутној нули кратко време. У „Трећем светском рату”, Доктор је успео да преживи струјни удар који је кобан за велики број људи и изгледа да на њега не утиче енергетски бич којим рукује Сикоракс у „Божићној најезди”. У „Смиту и Џоунсовој” Десети Доктор каже да зрачење које испуштају рендгенски зраци не представља стварну претњу за Господаре времена и наставља да упија количину која би била смртоносна за човека коју он касније избацује својим ногом. „Крај времена” приказује Десетог Доктора као способног да преживи (у кратком раздобљу) огроман налет зрачења које би одмах убило било шта друго. Међутим, рафал зрачења је проузроковао довољно штете да започне регенерацију.
Господари времена су изузетно дуговечни, рутински броје своје године у вековима. Други Доктор је тврдио у Ратним играма да Господари времена могу да живе „такорећи вечно, изузимајући несреће”. Серија је указивала да Господари времена имају другачији концепт старења од људи. У „Украденој земљи”, Десети Доктор говори о томе када је његова изворна инкарнација била „дете” са 90 година. Међутим, у оквиру одређене инкарнације, Господар времена је могао да стари, иако много спорије од човека. Ратни и Једанаести Доктор, током Последњег Великог временског рата и битке код Трензалора виде се како старе у својим инкарнацијама до онога што би човеку изгледало старост. То указује да оба сукоба унутар серије трају стотине ако не и хиљаде земаљских година.
У Два Доктора, Други Доктор наводи да „Расилон Имприматур” дозвољава Господарима времена да безбедно путују кроз време, постајући симбионтични са својим ТАРДИС-има, и да је разлог зашто друге врсте неспособне да развију путовање кроз време тај што им недостаје имприматур. Међутим, касније имплицира да је лагао барем о неким од ових података да би довео Сонтаранце у заблуду. На почетку 23. сезоне, Шести Доктор указује да је један број старијих Господара времена могао да користи своју комбиновану менталну енергију да призове његов ТАРДИС против његове воље.
У епизоди „Хладнокрвно”, Једанаести Доктор доживљава неописиви бол када Силуријанац покуша да га излечи од површинских бактерија. Доктор каже да би га то убило, највероватније због тога што су скенери програмирани да „прочисте” људе и због тога нису били свесни који елементи су потребни Доктору.
Господар времена може да сакрије своју природу Господара времена и постане човек, користећи камелеонски лук – уређај који чува њихову „суштину” и сећања у безазленом уређају као што је шаф-хаузен и замењује их лажним парњацима док објекат се касније поново отвара. Поступак им омогућава да се преруше у људе физиолошки и психолошки, што значи да имају само једно срце и да су лишени нељудских моћи и било каквог сећања да су били Господар времена. Овај елемент приче је посебно представљен у 3. серијалу. Доктор га користи да се сакрије од Породице крви и постаје учитељ у Едвардијанској Енглеској. Његов непријатељ Господар га је користио да се преруши у човека да би избегао Временски рат. Елемент приче је касније ревидиран у епизоди 12. серијала „Бегунац од Џадуна” када се открило да тајанствена, непозната инкарнација Доктора (коју игра Џо Мартин) која се крије на Земљи као туристички водич по имену „Рут Клејтон” користи Камелеонски лук.

### Психичке моћи
Господари времена могу да комуницирају путем телепатије и могу да повежу своје умове да деле податке и побољшају своје моћи. У Кастровалви, Доктор ментално покреће нулту собу ТАРДИС-а. Поред тога, и Доктор и Господар показују значајне хипнотичке способности које могу бити допуњене њиховим телепатским способностима.
Ова овлашћења су разрађена од 2005. Једанаести Доктор је приказан како користи ову методу да испитује мачку о дешавањима у стану у „Подстанару”. У „Добар човек иде у рат” и „Времену затварања” он је очигледно може да разуме чак и бебе, као и коње у „Граду званом милосрђе”. У „Девојци у камину”, Десети Доктор чита мисли госпође де Помпадур — и при том, на његово изненађење, она успева да чита и његове мисли. У „Крају времена”, Господар користи исту технику, дозвољавајући Десетом Доктору да чује звук бубњања који Господар стално чује. Доктор је касније показао своје телепатске моћи заједништва у „Плаши је се”  и у „Шекспировом коду”, где је користећи своју технику спајања ума делимично у стању да ослободи човека од његове менталне болести док трага уназад кроз своја сећања. У „Планети Ода”, чини се да је Десети Доктор у стању да привремено пренесе одређени степен телепатије својој сапутници Дони Нобл тако да она може да чује телепатску песму Ода. Како она није могла да поднесе песму, Доктор уклања способност.
У „Подстанару”, Једанаести Доктор (у недостатку времена и потреби да некоме пренесе велику количину података) разбио је своје чело у чело друге особе, што је изазвало огроман тренутни пренос података.
Доктор такође зове Временске господаре тако што улази у транс и ствара кутију за склапање у Ратним играма. У Два Доктора, Доктор се бави астралном пројекцијом, али упозорава да ако га узнемири док то ради, његов ум може да се одвоји од тела и да умре. У „Последњем Временском господару”, Доктор се телепатски повезује са мрежом која је укључена у људско становништво која заједнички пева његово име. Фокус психичке енергије дао је Доктору могућност да се подмлади, да лебди кроз ваздух, да одбије ударце од Господаревог ласерског одвијача и да телекинетички разоружа Господара.
Поред тога, Господари времена могу бити видовити или имају додатна чула везана за време. У Чудовишту времена и Најезди диносауруса, Трећи Доктор успева да се одупре пољима спорог времена, будући да може да се креће кроз њих иако су други одузети. У Граду смрти, и Четврти Доктор и Романа примећују изобличења и скокове у времену које нико други не ради.
У серијалу из 2005. Девети Доктор тврди да може да осети кретање Земље кроз свемир као и да сагледа прошлост и све могуће будућности. Такође може да се концентрише и мери своје покрете довољно добро да безбедно закорачи кроз лопатице вентилатора који се брзо окреће, а касније тврди да би могао да их осети, ако још постоје Господари времена. Као Десети Доктор, он понавља ову тврдњу, додајући такође да је некако урођено способан да осети који су догађаји у времену „фиксни”, а који „променљиви”. Једанаести Доктор мало мења оно што је раније речено у „Докторовој супрузи”, говорећи да је могао да осети само да постоје други Господари времена у овом универзуму. У првој епизоди серија Ратничка капија, Романа је 'осетљива на време' од стране пљачкашког робља и, иако се чини да то пориче, може да се повеже са његовим свемирским бродом на начин на који се претпоставља да само 'осетљиви на време' могу. У „Утопији”, Десети Доктор наводи да му је тешко да гледа у капетана Џека Харкнеса јер је Џеково постојање постало фиксирано у времену и простору.
У епизоди 4. серијала „Крај путовања” је приказано како Десети Доктор користи своје телепатске способности да избрише ум Доне Нобл од одређених сећања, посебно сећања на њена путовања у ТАРДИС-у и да „усади” одбрамбени механизам који се активира у „Крају времена”. Ратне игре су показале да и други Господари Времена могу да избришу сећања људи јер су у тој причи Џејмијева и Зоина путовања са Доктором избрисана из њиховог сећања, а савет Господара времена је такође ставио блокаду на сећања Доктору како не би могао да управља ТАРДИС-ом. У епизоди 5. серијала „Велики прасак” Доктор је телепатски оставио поруку у глави Ејми Понд пре него што ју је запечатио у Пандорику како би знала шта се дешава када се пробуди.

### Регенерација
Господари времена такође имају способност да регенеришу своја тела када је њихово тренутно тело смртно рањено. Овај поступак доводи до тога да њихово тело пролази кроз трансформацију, добија нов физички облик и нову личност. Господар времена који је био пријатан и љубазан у својој претходној регенерацији могао би изразити изненађење када се покаже да је његов нови облик склон да говори непристојне ствари.
Регенерације могу бити трауматичне. У Кастровалви, Пети Доктор захтева употребу нулте собе, коморе заштићене од спољашњег универзума која му пружа област смирености да се опорави. Личност Господара времена такође понекад пролази кроз период нестабилности након регенерације.
Први пут је речено у Смртоносном убици да Господар времена може да се регенерише дванаест пута (укупно тринаест инкарнација). Међутим, постојали су изузеци од овог правила: када је Господар дошао до краја свог регенеративног циклуса, преузео је тело друге особе да би наставио да живи. У Пет Доктора, Високи савет је Господару понудио нови циклус регенерација како би спасио Доктора из области смрти, што може указивати на то да постоје методе за заобилажење границе од дванаест регенерација. Господар каже у „Звуку бубњева” да су га Господари времена „ускрсли” да се бори у Временском рату. У Мозгу Морбијуса откривено је да Господари времена такође користе Еликсир живота у изузетним случајевима где регенерација није могућа. У „Времену Доктора” је потврђено да Господар времена може нормално да се регенерише само дванаест пута, али да Господари времена имају могућност да дају више регенерација: по налогу Кларе Освалд дали су самом Доктору нову циклуса када је био на тачки смрти од старости, потрошивши цео свој циклус.
Регенерација, без обзира на то колико је регенерација поједини Господар времена већ прошао, условна је и неизбежна појава. Ово је наведено у „Крају времена” када Десети Доктор објашњава Вилфреду Моту да Господар времена може умрети пре него што има прилику да се регенерише, у ком случају умиру одмах. У Смртоносном убици најмање једно од убистава је извршено 'стасером', вероватно оружјем израђеним да убије и спречи регенерацију (такође се наводи да стасери имају мали утицај на неживо ткиво). У епизоди 4. серијала „Скрени лево”, тело Десетог Доктора је приказано на носилима након упоредних догађаја из „Одбегле невесте”. Службеник УНИТ-а каже да је Докторова смрт морала бити пребрза да би се омогућила регенерација.
У Судбини Далека, Романа је показала способност да брзо промени облик неколико пута заредом током своје прве регенерације и очигледно је имала способност да се промени у изглед који је желела. Када је Доктор приметио њену способност, она каже да је требало да остане на факултету. Међутим, и поред неколико наступа, Романа се том приликом само једном регенерисала.
У „Утопији” Господар је, непосредно пре регенерације, тврдио да ће постати „млад и јак”, наговештавајући да може да бира облик свог новог тела. Хибрид човека и Господара времена Ривер Сонг у „Хајде да убијемо Хитлера” тврдила је да се „усредсредила на величину хаљине”, али је касније одмерила себе, изгледајући несигурна како се њено ново тело заиста развило. Доктор је у неколико наврата рекао да би пожелео да је „риђ”, што се чинило да није могао да контролише у претходним регенерацијама. У „Последњем Временском господару”, када је Господар смртно рањен, он одлучује да се не регенерише, у суштини радије самоубиство него да се регенерише и да га Доктор заувек држи у затвору. Ово опет повлачи са собом да регенерација није неизбежна и да се заиста може одбити.
Када је наишао на остатке свог колеге Господара Времена Корсара у „Докторовој супрузи”, Доктор назива Корсара и мушкарцем и женком, наговештавајући да Господари Времена могу да мењају пол након своје регенерације. Ово је потврђено у „Тамној води” у којој се Господар, који је претходно виђен у разним мушким инкарнацијама више од четрдесет година, вратио као жена. Доктор се такође регенерисао као жена у „Било двапут” у Тринаесту Докторку.
Није сасвим јасно да ли Господари Времена могу препознати једни друге током регенерација:
- У Ратним играма[10] Ратни поглавар препознаје Другог Доктора упркос његовој регенерацији и наводи се да се познају када се први пут сретну.
- У Терору Отонаца,[87] Трећи Доктор не успева да препозна Господарев глас, када је Господар разговарао са њим преко телефона.
- У Три Доктора,[62] Други Доктор одмах препознаје Трећег Доктора, упркос чињеници да је Трећи Доктор његова будућа инкарнација. Омега је на сличан начин у стању да препозна Два Доктора као истог човека.
- У Планети паука,[89] Трећи Доктор има проблема да препозна свог бившег ментора.
- У Смртоносном убици,[61] најављивач Рансибл, стари друг из разреда, препознаје Четвртог Доктора упркос његовим променама у изгледу и помиње да је Доктор изгледа имао „затезање лица” од њиховог последњег сусрета.
- У Чиниоцу Армагедона,[90] Дракс, други студент одмах препознаје Четвртог Доктора, иако Доктор њега не препознаје.
- У Пет Доктора,[83] Трећи Доктор није могао да у почетку препозна Господара у његовом не-галифреовском телу.
- У Недоумици близанаца,[91] Доктора стари пријатељ Азмаел не успева да препозна пошто се Доктор два пута регенерисао од њиховог последњег сусрета.
- У Два Доктора,[54] када су се Шести и Други Доктор упознали, они су у почетку били тихи док се нису суочили један с другим и истовремено викали један на другог, сваки одмах препознајући другог.
- У Преживљавању, Господар препознаје Седмог Доктора на видику.[92]
- У Доктору Хуу (1996), Осми Доктор не успева да препозна Господара док поседује људско тело, а препознаје га тек када је исправио Грејсину граматику.[1]
- У „Утопији”,[59] Десети Доктор не препознаје људски облик Господара, иако га је Доктор препознао и назвао „Господар”, чим је повратио физиологију и ум Господара Времена.
- У „Звуку бубњева“,[22] Доктор наводи да Господари времена могу „увек” да препознају једни друге, иако је, док је био на Земљи, Господар користио сателите са телепатском мрежом да прикрије своје присуство од Доктора. Чини се да Доктор у овој околности мисли само на препознавање појединца као Господара времена, а не нужно и на специфични идентитет. Међутим, када је видео Господара на телевизији, препознаје га.[22]
- У „Временском краху”,[93] Пети Доктор није могао нагонски да препозна да је Десети Доктор био Господар времена, а још мање једна од његових каснијих инкарнација.
- У „Следећем Доктору”,[94] Десети Доктор у почетку изгледа не може да открије да човек Џексон Лејк који се представља као Доктор, заправо није његова регенерација.
- У „Крају времена”,[32] Доктор одмах препознаје непознату старију жену Господара времена одмах, а такође се позива на главног Господара времена по имену Расилон (ранија инкарнација Расилона се појавила у Пет Доктора). Међутим, у контексту приче, он се можда сусрео и са једним и са другим током Временског рата, иако се и сам регенерисао од када су га последњи пут видели. Расилон и жена препознали су Доктора одмах, али је присуство Доктора, без обзира на инкарнацију, било очекивано.
- У „Дану Доктора”[36] Ратни Доктор не препознаје ни Десетог ни Једанаестог Доктора, у почетку претпостављајући да су они будући сапутници. Исто тако, раније, када су се Десети и Једанаести Доктор упознали, Десети Доктор испрва не препознаје свог наследника, али након реакције Једанаестог Доктора када га је угледао, брзо схвата ко је Једанаести Доктор.
- У „Тамној води”,[88] Дванаести Доктор није могао да препозна Господарицу док није открила свој идентитет.
- У „Спајфолу”,[95] Тринаеста Докторка није могла да препозна Господара док јој он то није рекао.

У „Скрени лево”, Десети Доктор би био убијен у сопственом дивљању против Ракноса да га Дона није зауставила и на крају му спасила живот. Војник УНИТ-а спекулише да је умро „пребрзо да би се регенерисао”. У „Немогућем космонауту” будућа варијанта Једанаестог Доктора пуца на садашњу због чега он започиње свој циклус регенерације. Поново је упуцан пре него што се регенерација завршила због чега одмах умире. Међутим, у „Свадби Ривер Сонг”, откривено је да је то био андроид који мења облик који је Доктор користио да лажира своју смрт, чинећи ово упитним.
| „                                      | Мало је замућен и код овог поступка се никад не зна како ће се завршити. | ” |
| — Девети Доктор у „Раздвајању путева”. |                                                                          |   |

У случајевима нефаталних повреда, Господари времена који су се недавно регенерисали могу да искористе преосталу ћелијску енергију да залече, па чак и да поново израсту одсечене удове, као што се види у „Божићној најезди” где Десети Доктор поново израста шаку. Такође се види у „Крају путовања”, очигледна способност да се извуче енергија регенерације како би се поништио ефекат промене изгледа што од њих захтева да имају „посуду за био-подударање” (у овом случају Докторову одсечену руку), што је обично непрактично. Међутим, ово „нерегенерисање” је откривено као „рачунање” у Докторових дванаест могућих регенерација током догађаја у „Времену Доктора”.
У „Крају времена”, Десети Доктор је успео да одложи своју регенерацију довољно дуго да би могао да путује кроз време и простор да би последњи пут видео своје бивше сапутнике пре него што се регенерише. Пети Доктор је такође показао сличну способност у својој последњој телевизијској причи Пећине Андронзанија. Пред крај 3. епизоде виђен је, очигледно, како се бори против дејства предстојеће регенерације како би могао да се врати у Андронзанијски рудник да спасе своју сапутницу Пери.
Изгледа да Господари времена имају способност да остану свесни неколико тренутака након догађаја који би одмах убили друге облике живота, дајући им прилику да се регенеришу. У Логополису Четврти Доктор пада са неколико метара на земљу, али је још увек био свестан и способан да разговара са својим сапутницима када су га пронашли неколико минута касније пре него што се регенерисао. У Пећинама Андронзанија, Пети Доктор остаје при свести током целог тока своје (на крају кобне) спектроксемије, док његов људска сапутница Пери губи свест како се болест погоршава. У „Украденој земљи”, Десети Доктор је упуцан Далечким енергетским оружјем за које се скоро увек показало да тренутно убија било који други облик живота, али је још увек био свестан и способан да се врати, уз одређену помоћ, у ТАРДИС како би се регенерисао. Међутим, он је био пребачен енергетским ударцем док су сви остали погођени у средину леђа или у грудни кош, ближе виталним органима. Једанаестог Доктора је такође непсоредно упуцао ослабљени Далек у „Великом праску” и тешко је повређен, али ипак успева да изврши свој план да поново покрене универзум.
У Смрти Доктора (серијалу Пустоловина Саре Џејн из 2010.), Једанаести Доктор одговара на питање Клајда Лангера рекавши да може да се регенерише „507” пута. Први извештаји вести, пре него што је епизода емитована, указивали су да ће рећи да нема ограничења за број регенерација. Сценариста Расел Т. Дејвис изјавио је у интервјуу за SFX да ова реченица није требало да буде схваћена озбиљно и да је уместо тога коментар. Рекао је да је правило „тринаест живота” превише дубоко укорењено у свести гледалаца да би његова одбачена реченица на њега утицала. У „Времену Доктора”је откривено да је то у ствари било лажно и да је због његових различитих регенерација, Једанаести Доктор заправо био његова последња инкарнација. Међутим, Господари времена су интервенисали кроз пукотину у времену да би му омогућили потпуни нови циклус регенерације. Откриће из 2020-их у „Ванврменској деци” да Докторка, у ствари, није Галифрејанка и да је у ствари користила свој ДНК да би Галифрејанцима дала способност да се регенеришу, доводи у сумњу да ли Докторка заиста има ограничење за своје регенерације или ако су само веровали да има јер су сви други Господари Времена ограничени.

## Култура и друшвто
Родни свет Господара времена Галифреј је планета налик Земљи у измишљеном сазвежђу Кастербороус. Његов главни град се назива Цитадела и садржи Капитол, седиште владе Господара времена. У центру Капитола је Паноптикум испод којег је Око склада. Изван Капитола леже пустоши у којима „аутсајдери”, Господари времена који су напустили друштво Господара времена, живе у мање технолошки напредним заједницама, избегавајући живот у градовима као што је откривено у Најезди времена. Игрица Доктор Ху од стране ФАСА изједначава аутсајдере са „Шобоганима”, групом која се накратко помиње у Смртоносном убици као одговорна за акте вандализма око Паноптикума, али заправо нема ничега на екрану што јасно повезује ово двоје. У „Ванременској деци” (2020), откривено је да су Шобогани били први род народа који је живео на Галифреју и који су постали Господари времена тек пошто су генетски спојили способност регенерације од Доктора.
Романа и Доктор су такође помињали „Временске мисли”, или мале Господаре времена, и (у „Смиту и Џоунсовој”) Доктор упућује на своје сународнике и да се играо „рендгенским циглама у вртићу”. У „Звуку бубњева” Господар је виђен као мали, очигледно са 8 година.
Уопштено, Господари времена су повучени људи, са друштвом пуним помпе и церемоније. Доктор је приметио да његов народ „ужива у држању говора” и да има „бесконачну способност претензије”.
Шести Доктор је такође описао Господаре времена као стагнирајуће и корумпирано друштво, стање узроковано десет милиона година потпуне моћи. Осиранин Сатек их описује као „подмуклу врсту” док брат Ласар у епизоди „Школски сусрет” описује Господаре времена као „помпезни род” „древних, прашњавих сенатора”. .. уплашени променама и хаосом” и „мирни до индоленције”. Њихов портрет у серији подсећа на академике који живе у кулама од слоноваче, без обзира на спољне послове. Доктор наводи да су се Господари времена заклели да се никада неће мешати, него ће само да гледају. Указано је да су се, откако су усавршили науку о путовању кроз време, повукли, везани моралном сложеношћу мешања у природни ток историје. У Земљотресу, када је Кибер вођа обавештен о доласку ТАРДИС-а, изненађен је присуством Господара времена, рекавши да им је „забрањено да се мешају”. У Два Доктора, указано је да су Господари времена одговорни за одржавање опште равнотеже моћи између родова Универзума.
Иако је мешање очигледно противно политици Господара времена, постоје прилике када они интервенишу, иако посредно преко своје ЦИА-е или Агенције за небеске интервенције. ЦИА је повремено слала Доктора у задатке које су захтевале веродостојно порицање, као у Два Доктора, а понекад и против његове воље, као у Колонији у свемиру и Чудовишту из Пеладона. Такође је послат на задатак у Мутантима који је имао за циљ да помогне у очувању постојања јединственог рода који је био уништен испадима земаљског царства. Докторов задатак у Постању Далека чак укључује и промену историје да би се спречило стварање Далека или барем ублажило њихову агресивност.
Деца са Галифреја се узимају из породица са 8 година и примају у Академију. Почетници се затим одводе на церемонију иницијације пре Неумереног раскола, јаза у ткиву стварности који гледа у временски вртлог. Од оних који буље у то, неки су надахнути, неки беже, а неки полуде. Доктор указује да је Господар полудео, а признаје да је сам побегао.
Сваки Господар времена припада једном од бројних различитих колеџа или поглавља, као што су поглавља Патрекес, Арцалиан и Придониан, која имају церемонијални и можда политички значај. У Смртоносном убици је објашњено да свако поглавље има своје боје. Придонци носе гримизно и наранџасто, Аркалијци зелено, а Патрексејци хелиотроп. Међутим, у истом серијалу кардинал Боруса, описан као „вођа придонског капитула”, носи хелиотроп. Други Придонци носе наранџасте покриваче за главу са наранџасто-браон (не скерлетним) хаљинама. Остала поглавља која се помињу у огранак романима укључују Дромејанска и Серулеанска поглавља. Придонско поглавље има углед превртљивог и има склоност да производи отпаднике. Доктор, Господар и Рани су сви Придонци. Колеге Академије воде кардинали. Послужитељи, који пружају сигурност и помоћ на званичним функцијама Господара времена, могу припадати било ком огранку и носити потпуно златне униформе. У Смртоносном убици се такође помињу 'плебејске класе'.
Извршно политичко руководство подељено је између Господара председника који чува церемонијалне реликвије Господара времена и председника владе који је изгледа пословодни вођа кардинала и који делује као провера моћи Господара председника. Председник је изборна функција. На дан председничке оставке, одлазећи председник обично именује свог наследника који се тада обично потврђује на неоспорним „изборима”, али је и даље уставно могуће да се други кандидат кандидује за ту функцију, као што је Доктор учинио у Смртоносном убици. У тој причи, Председништво је описано као углавном церемонијална улога, али у Најезди времена наређења владе требало је да се поштују без сумње. У случају да садашњи Господар председник не може да именује наследника, савет може именовати председника да заузме његово место. У Пет Доктора, савет именује Доктора за председника пошто је Борусу затворио Расилон, а касније га је сменио пошто је занемарио своје дужности.
Председник и председник владе такође седе у Високом савету Господара времена, сличном законодавном телу, састављеном од саветника и виших кардинала. У Високом савету је и кастелан гарде владе задужен за безбедност Цитаделе кога је Доктор назвао вођом измишљене палате. Према уставу, ако се за време ванредне седнице остали чланови Високог савета једногласно сложе, чак и наредбе председника могу бити поништене.

## Технологија
Господари времена су за Тренутак тврдили да је најмоћније оружје у Универзуму и способно да уништи читаве галаксије. Тренутак је био закључан у Галифрејевим временским трезорима, тачније у Омега Арсеналу. Тренутак је толико моћан да је оперативни систем оружја постао разуман, што је навело Господаре времена да се запитају „Како се користи оружје када оно може да вас осуди?” и да би „само један човек био довољно луд да то покуша”. У специјалу поводом 50. годишњице „Дан Доктора”, Ратни Доктор проваљује у Омега Арсенал, краде Тренутак и спрема се да уништи и Господаре времена и Далеке како би зауставио Временски рат пре него што је Тренутак осмислио састанак са његовим наследником регенерације да га убеде у супротно.
Још један задивљујући пример технологије Господара времена је Око склада, пренамењено језгро црне рупе садржано у инструменталитету испод Паноптикума. Ово је извор њихове моћи и сидро саме Мреже времена коју су створили Расилон и суоснивачи друштва Господар времена у далекој прошлости. Господари времена су били врхунски звездани инжењери и могли су да контролишу развој звезда помоћу уређаја као што је Рука Омеге за коју се показало да може да примора звезду да постане супернова. Око склада постоји у Докторовом ТАРДИС-у као звезда у колапсу суспендована у трајном стању распадања, отуда искориштавајући могућу енергију колапса који се никада не би догодио. Да ли су то сви аспекти Ока склада на Галифреју или појединачних звезда није јасно приказано.
Парадоксално, иако су Господари времена научно и технолошки напредан род, цивилизација је толико стара да су кључни делови њихове технологије постали обавијени легендама и митовима. У огранак фикцији, едикт и општа аверзија према истраживању Галифрејеве прошлости такође доприносе томе. Сходно томе, док га Господар поново не открије, Господари Времена су заборавили да је боравиште Ока склада испод њиховог главног града. Они су такође третирали такве церемонијална обележја као што су кључ и појас Расилона као пуки историјски куриозитет, несвесни њихове праве функције.
У оживљеној серији, било је случајева у којима су зле ванземаљске врсте украле технологију Господара времена за своје потребе, али толика је њена сложеност могли њоме да управљају, као што је илустровано у „Судњем дану” када су Далеци украли Ковчег постања. а ни они нису могли да га отворе. Штавише, Ковчег постања је био само један затвор Господара времена који је држао милионе Далека, демонстрирајући „већу унутрашњост него спољашњост” технологију Господара времена. Класична серија такође се помиње немогућност других родова да успешно користе технологију Господара времена, при чему Два Доктора наводе да чак и ако род успе да копира и изгради сопствене ТАРДИС-е, они ће бити растрган молекуларним стресом путовања кроз време јер сви ТАРДИС-ови имају смртоносни приступ неовлашћеној употреби осим ако нису припремљени са Расилоном Имприматуром, стварајући симбиотичку везу са одређеним Господаром времена.
Велики одбрамбени систем Галифреја је квантно поље силе познато као Трансдукциони штит, савршен одбрамбени штит који спречава сву материју и енергију, чак и ТАРДИС-е, да прођу неовлашћено. Господари времена су додатно заштићени тако што се читав регион око Галифреја постепено претвара у временски домен познат као Унутрашње време, ефективно одвајајући домаћи свет од интеракције са остатком Универзума. Током последњих сати Временског рата, Високи савет Галифреја се позива на одбрану звану 'Небески ровови' за коју се чини да је бар донекле ефикасна против инвазије Далека и/или њихових бродова, као што је виђено у „Дану Доктора”.
ТАРДИС-е карактерише не само њихова способност путовања кроз време, већ и њихова величински трансцендентна природа. Унутрашњи простори ТАРДИС-а постоје у различитој величини од његове спољашњости, што му омогућава да изгледа да је већи изнутра. Доктор наводи да је трансдимензионални инжењеринг био кључно откриће Господара времена у Роботима смрти. У епизодама Деветог и Десетог Доктора, ТАРДИС има органски изглед, а Доктор наводи у „Немогућој планети” да се ТАРДИС узгајају, а не праве. У „Имену Доктора” се види да како ТАРДИС умире, његове 'димензионалне бране' могу да се покваре изазивајући 'цурење величине' при чему спољашње величине ТАРДИС-а почињу да се шире да би одговарале његовим унутрашњим величинама.
Одговарајући њиховој уопште одбрамбеној природи, технологија оружја Господара времена се ретко виђа, осим стасер ручног оружја које користи гарда у Капитолу.
Чини се да стандардни ТАРДИС-ови уопштено не користе никакво уграђено оружје, иако су се ратни или борбени ТАРДИС-и (наоружани „временским торпедима” који замрзавају своју мету на време) појавили у додатним медијима. У романима, сапутница Осмог Доктора Саосећање, живи ТАРДИС, има довољно ватрене моћи да уништи друге ТАРДИС-ове. У серијалу Кастровалва, Господарев ТАРДИС је опремљен енергетским пољем које он користи да привремено онеспособи или омами неколико људских чувара изван пловила.
Један изузетак од одбрамбеног оружја Господара времена је де-мат пиштољ (или дематеријализациони пиштољ). Де-мат пиштољ је оружје за масовно уништење које у потпуности уклања своју мету из простор-времена, као што је виђено у Најезди времена. Пиштољ за де-мат је настао у Расилоново време и строго је чувана тајна. Знање за његово стварање чува се у Матрици и доступно је само председнику. Да би се осигурало да ово знање не буде злоупотребљено, једини начин да се наоружа де-мат пиштољ је помоћу Великог кључа Расилона чије је боравиште познато само председнику владе. Као средство изузетне казне, Господари времена су такође познати по томе што целе планете стављају у временске петље, изолујући их од универзума у једном временском тренутку који се понавља као и бацају из једне галаксије у другу користећи оружје помиње само као магнетрон у 23. сезона.
У роману Пустоловина Осмог Доктора Ћелија предака Питера Ангелидеса и Стивена Кола приказано је да Господари времена смештају друга оружја за масовно уништење у стабилном временском вртлогу познатом као Кланица. У годишњаку Часописа Доктор Ху 2006. одељак Расела Т. Дејвиса каже да су током Временског рата Господари времена користили лукове (коришћене против Великих вампира у древном рату), носаче црних рупа и Н-форме (ратне машине). први пут се помиње у роману Нових невиних пустоловина Оштећена роба који је написао Дејвис).
У „Крају времена”, Расилон је приказан како носи рукавицу са неколико моћи, првенствено способношћу да дезинтегрише мету и способношћу да преокрене промене које је на људском роду направио Господар. Када је Расилон бацио звезду беле тачке у холограм Земље, драгуљ је успео да стигне на планету пратећи Господарев сигнал, путујући кроз временски закључан рат до послератног универзума.
Галифрејанске слике биле су јединствене по томе што су биле у 3Д-у јер су деловале као снимци једног тренутка у времену коришћењем стања коцки. То је значило да се могу користити као рудиментарно путовање кроз време, замрзавањем особе унутар слике, а затим је пуштање напоље у потребном тренутку. Пример за то је Галифреј више не пада као што је виђено у „Дану Доктора”.

## Историја
Појединости историје Господара времена у емисији су недоречени и пуни су претпоставки и противречја. Завршница 12. серијала „Ванвременска деца” (2020) открива да су Господари времена првобитно били чланови рода Шобогана који су генетски измењени са генетским кодом „Ванвременског детета”, бића које је касније постало Доктор. Господари времена су постали господари путовања кроз време када је један од њих, научник Омега, створио извор енергије за напајање њихових огледа у времену. У том циљу, Омега је користио уређај за обмањивање звезда, Руку Омеге, да преради оближњу звезду у нов облик који ће служити том извору. Нажалост, звезда је планула, прво у супернову, а затим се срушила у црну рупу. Сматрало се да је Омега погинуо у том праску, али нико није знао да је он у ствари некако преживео у универзуму антиматерије изван језгра црне рупе. Расилон, крајњи оснивач друштва Господара времена, затим је узео сингуларитет (претпостављају обожаваоци и огранак медији да је исти као Омегин) и поставио га испод цитаделе Господара времена на Галифреј. Ово савршено избалансирано Око склада је тада служило као извор енергије за њихову цивилизацију, као и њихове временске машине.
У неком тренутку своје историје, Господари времена су ступили у интеракцију са цивилизацијом планете Миниос, дајући им напредну технологију (укључујући способност да се „регенеришу” у ограниченом степену, подмлађивањем својих тела када остаре). Ово је имало катастрофалне резултате (што се каже да је разлог зашто су Господари времена усвојили филозофију „немешања”). Минијанци су сами себе уништили у низу нуклеарних ратова.
У „Далеку” (2005), Девети Доктор објашњава да је његов народ нестао заједно са родом Далека у „Последњем великом временском рату”, остављајући Доктора последњег из свог рода. У „Сотониној јами” (2006), Звер препознаје Десетог Доктора као „убицу своје врсте.” У „Звуку бубњева” (2007), Господар открива да је избегао рат тако што се претворио у човека пратећи далека цара који је преузео контролу над распећем. У „Крају времена” (2009–10), Господари времена, након покушаја да пробију временску блокаду Временског рата и постану створења свести, приказани су као послати назад у Рат последњег дана интервенцијом Десетог Доктора. Заједно са њима нестаје и Господар. Расилон описује историју Господара времена у овој причи као да је трајала „милијарду година” до краја Временског рата.
У „Дану Доктора” (2013), приказано је тринаест инкарнација Доктора како успешно покушавају да замрзну Господаре времена и њихов родни свет Галифреј на време, преносећи их у „паралелни џепни универзум” користећи своје ТАРДИС. Пошто временски токови нису синхронизовани, Доктор не задржава сећање на ово све до своје једанаесте инкарнације. Заиста, раније у епизоди, и Десети и Једанаести Доктор погрешно верују да је Ратни Доктор побио све Господаре времена последњег дана Временског рата. Док се план излаже, Ратни Доктор примећује да остатку универзума изгледа само као да су Господари Времена и Далеци међусобно уништили једни друге, док су у ствари Далеци пуцали на себе у унакрсној ватри и након Галифреја нестали, завршивши уништењем већине свог рода, али не и Господара времена. У „Смрти на небесима“ (2014), Господар, сада регенерисан у женски облик по имену „Господарица”, објашњава да када је Доктор спасао Галифреј, то је довело до тога да је Доктор такође спасио и њу. Она блефира Дванаестом Доктору да мисли да се Галифреј вратио на своје првобитне координате, али када је Доктор кренуо да тражи, он тамо не налази ништа.
У „Суочење са Гавраном”(2015), бесмртна Ашилд склапа договор да узме Докторове кључеве ТАРДИС и бројчаник за признање и да телепортује Дванаестог Доктора у замену за своју безбедност улице. У „Послато са небеса” (2015), Дванаести Доктор бежи са свог бројчаника за исповедање и налази се у близини Цитаделе на Галифреју. Он каже малом детету да обавести Господаре времена да зна шта су урадили и да се вратило „на дуги пут”. Затим говори Господарима времена кроз своју исповест да је хибрид за који се боје „ја сам”. У „Ђавољем решењу” (2015), откривено је да се Галифреј вратио из џепног универзума у коме је био замрзнут и да постоји на крају универзума. Открива се да је Расилон био тај који је телепортовао Доктора на бројчаник за признање.
У „Спајфалу” (2020), Господар открива да се вратио у Галифреј, побио становништво и разорио планету у свом бесу због откривања истине о пореклу Господара времена и идентитету Ванвременског детета. Касније, у „Ванвременској деци” (2020), Господар мами Тринаесту Докторку назад на Галифреј, отварајући пут Киберљудима да нападну и претворе тела преминулих Господара времена да створе Кибергосподаре – подрод Киберљуди способних за регенерацију. Докторка, пошто јој је показана истина о њиховој прошлости, поставља експлозив у Цитадели, наизглед уништавајући и Кибергосподаре и Господара, док Галифреј чини лишеним било каквог органског живота.